# Cooking Vinyl
Cooking Vinyl es un sello discográfico independiente con base en el Reino Unido, fundado en 1986. Entre sus trabajos más reconocidos se encuentran The Prodigy, The Donnas, Killing Joke, The Orb y Marilyn Manson el cual sufrió un cambio de producción, al estar en Nothing Records, Manson decidió tras pasarse a Cooking Vinyl, pues según sus palabras, necesitaba otro lugar para desatar su creatividad y lanzó su álbum Born Villain.

## Historia
Cooking Vinyl traducido al español, Cocinando Vinilos o Vinilo Cocinado, da referencia a que todas sus producciones son dadas en LP/Vinilo, y en la actualidad en CD sin perder el estilo Vinilo, pues su diseño artístico, es mediante caja expansible. También suelen sacar de dos a tres versiones, en CD y al mismo tiempo, su versión en vinilo. Cooking Vinyl fue fundada por Pete Lawrence y Martin Goldschmidt, ambos músicos abrieron su primer pequeño estudio en Londres, desde ese momento se convirtió en una de las más famosas del barrio para convertirse en una empresa completa, expandida por todo Reino Unido y Estados Unidos.

## Artistas
- Ac Acoustics
- Adam Cohen
- Alanis Morissette
- Amanda Palmer
- AM/FM
- Basement Jaxx
- American Music Club
- Andy White
- Anne McCue
- Art Brut
- Asian Dub Foundation
- Audio Bullys
- B.J. Cole
- Babymetal
- Bauhaus
- Ben Christophers
- Bert Jansch
- Billy Bragg
- Black Francis
- Blondie
- Bob Mould
- Brendan Perry
- Bruce Cockburn
- Buffy Sainte-Marie
- Buzzcocks
- Camper Van Beethoven
- Carter USM
- Cathal Coughlan
- Centro-matic
- Cerebral Ballzy
- Chris Whitley
- Chuck E Weiss
- Chuck Prophet
- Cinerama
- Clannad
- Clem Snide
- Cowboy Junkies
- Cracker
- Dan Bern
- David Julyan
- David Thomas
- Dawn Landes
- Die Goldenen Zitronen
- Does It Offend You, Yeah?
- Doll By Doll
- Dolores O’Riordan
- Dot Allison
- Dr John and the Lower 911
- Dropkick Murphys
- Echo and the Bunnymen
- Edward II and the Red Hot Polkas
- Everybody Was In The French Resistance … Now!
- Ewan MacColl
- Eyes Adrift
- Fightstar
- Four Brothers
- Frank Black
- Frank Black and the Catholics
- Gary Numan
- Get Cape. Wear Cape. Fly
- Glide
- Goats Don't Shave
- Gordon Gano
- Grand Duchy
- Grant Lee Phillips
- Groove Armada
- Hanson
- Hayseed Dixie
- Heaven 17
- Home
- Horseflies
- Howling Bells
- Ian McCulloch
- Idlewild
- Instituto Mexicano del Sonido
- Jackie Leven
- Janis Ian
- June Tabor
- Kaki King
- Killing Joke
- King Cobb Steelie
- Less Than Jake
- Luka Bloom
- Madder Rose
- Maria Mckee
- Marilyn Manson
- Marine Girls
- Mark Eitzel
- Mary Lorson
- McIntosh Ross
- Murder By Death
- Nell Bryden
- Nitin Sawhney
- North Mississippi Allstars
- Number One Cup
- Obi
- Ocean Colour Scene
- Ossie Hibbert
- Oysterband
- Paley & Francis (Reid Paley & Black Francis)
- Paul Kelly
- Pere Ubu
- Peter Bjorn and John
- Peter Walker
- Pixies (únicamente el The Purple Tape E.P.)
- Poison Girls
- Pop Will Eat Itself (New Noise Designed by a Sadist)
- Prolapse (Ghosts of Dead Aeroplanes)
- Rev Hammer
- Reverend and the Makers
- Richard Thompson
- Ron Sexsmith
- Rory McLeod
- Rowland S. Howard
- Ryan Adams
- S.E. Rogie
- Saint Low
- Savourna Stevenson
- Seafood
- Shelleydevoto
- Sir Vincent Lone
- Soft Cell
- South
- South San Gabriel, Centro-Matic
- Steven Page
- Stephen Duffy / The Lilac Time
- Street Sweeper Social Club
- Supergrass
- Suzanne Vega
- Sweet Honey in the Rock
- The Autumn Defense
- The Barelyworks
- The Blackout
- The Bluetones
- The Bongos
- The Broken Family Band
- The Charlatans (UK)
- The Church
- The Cranberries
- The Cult
- The Darkness
- The Datsuns
- The Donnas
- The Enemy
- The Experimental Pop Band
- The Gun Club
- The Happy End
- The Jolly Boys
- The Kingsbury Manx
- The Lemonheads
- The Martinis (banda de Joey Santiago)
- The Mekons
- The Mendoza Line
- The Minus 5
- The Orb
- The Presidents of the United States of America
- The Prodigy (Una empresa conjunta con el propio sello de The Prodigy Ragged Flag)
- The Subways
- The Undertones
- The Vines
- The Wannadies
- The Wedding Present (y Cinerama)
- They Might Be Giants
- Thomas White
- Todd Rundgren
- Tom McRae
- Tom Robinson
- Turbonegro
- Turin Brakes
- Twinemen
- Underworld
- Violent Femmes
- Wannadies
- XTC
- Ziggy Marley
- ¡Forward, Russia!